# Unterseeboot U-135 (1917)
Pour les autres navires du même nom, voir Unterseeboot 135.
L'Unterseeboot U-135 est un sous-marin de type U 127 de la marine impériale allemande pendant la Première Guerre mondiale. 

## Historique
Construit au Kaiserliche Werft Danzig, le sous-marin est mis sur cale le 4 novembre 1916, mis à l’eau le 8 septembre 1917 et mis en service le 20 juin 1918.
En novembre 1918, l'U-135 reçoit l’ordre d’aider à mettre fin à la mutinerie de la marine allemande à Wilhelmshaven. Avec la 4e demi-flottille de torpilleurs, il a mis fin à la mutinerie à bord des deux cuirassés allemands SMS Thüringen et SMS Helgoland en menaçant de torpiller les navires.
L'U-135 a été considéré par les concepteurs de sous-marins ultérieurs comme d'un excellent design. Il a été une inspiration pour les V-boats USS Cachalot et USS Cuttlefish.
Il est livré aux Alliés à Harwich le 21 novembre 1918, conformément aux exigences de l’armistice avec l’Allemagne. Pris en charge par le Royaume-Uni, le bateau a été emmené à HMNB Devonport, où ses moteurs et autres équipements ont été démontés par une équipe de 25 étudiants dirigée par l’officier technique Richard Finney (1888-1953) sous la supervision de J. F. Driver du collège Loughborough. Ces équipements ont d’abord été réassemblés dans une cabane en bois de la rue Packe, à Loughborough, puis dans une centrale électrique construite à cette fin et ouverte en 1937. Ils ont finalement été mis hors service et remplacés en 1949. La coque a été remorquée en mer et coulée le 30 juin 1921 par des tirs des sous-marins HMS L21 et HMS L52, en compagnie de l'U-161.

## Affectations
- Flottille III : de date de début inconnue au 11 novembre 1918.

## Commandants
- Kapitänleutnant Johannes Spieß[4] : du 20 juin au 11 novembre 1918.